# Monstrous
Monstrous és una pel·lícula de thriller sobrenatural nord-americana del 2022 dirigida per Chris Sivertson, escrita per Carol Chrest i protagonitzada per Christina Ricci. La pel·lícula es va estrenar al Festival de Cinema de Glasgow el 12 de març de 2022. Es va estrenar als Estats Units el 13 de maig de 2022 per Screen Media. Ha estat subtitulada al català.

## Repartiment
- Christina Ricci com a Laura
- Santino Barnard com a Cody
- Colleen Camp com a Mrs. Langtree
- Lew Temple com a Mr. Alonzo
- Nick Vallelonga com a Legionnaire

## Producció
El rodatge va començar a principis de desembre de 2020, i va tenir lloc a Los Angeles, Califòrnia, a Simi Valley, Sherman Oaks i Altadena. El març de 2021, el repartiment es va revelar al Festival Internacional de Cinema de Berlín. El març de 2022, Screen Media va adquirir els drets de distribució.